# Meandrina meandrites
Meandrina meandrites е вид корал от семейство Meandrinidae. Видът е незастрашен от изчезване.

## Разпространение
Разпространен е в Ангуила, Антигуа и Барбуда, Бахамски острови, Барбадос, Белиз, Бермудски острови, Бонер, Свети Евстатиус, Саба, Кайманови острови, Колумбия, Коста Рика, Куба, Кюрасао, Доминика, Доминиканска република, Гренада, Гваделупа, Хаити, Хондурас, Ямайка, Мексико, Монсерат, Никарагуа, Панама, Сен Бартелми, Сейнт Китс и Невис, Сейнт Лусия, Свети Мартин, Сейнт Винсент и Гренадини, Тринидад и Тобаго, Търкс и Кайкос, САЩ, Малки далечни острови на САЩ, Венецуела и Вирджинските острови.